# Portret van Andrea Doria als Neptunus
Het Portret van Andrea Doria als Neptunus (Italiaans: Ritratto di Andrea Doria in veste di Nettuno) is een schilderij van Agnolo Bronzino, voltooid voor een privécollectie in de jaren 1530 of 1540. Sinds 1898 maakt het schilderij deel uit van de collectie van de Pinacoteca di Brera in Milaan.

## Voorstelling
Andrea Doria was een condottiero en admiraal uit Genua, die een belangrijke rol speelde in het politieke leven van de stad. Hij wordt naakt afgebeeld, poserend op een schip als de klassieke zeegod Neptunus. Dit voert terug op het gebruik uit de klassieke oudheid om belangrijke politieke figuren in heroïsche naaktheid te tonen. 
Doria was rond de zestig of zeventig toen het portret werd geschilderd, hoewel zijn lichaamsbouw zijn leeftijd nauwelijks weerspiegelt. Hij wordt afgebeeld als een krachtige en viriele man met een strenge en resolute blik. Zijn lange baard is een verwijzing naar de Mozes van Michelangelo. Hoewel zijn lichaam oud is, is zijn huid nog steeds soepel. Oorspronkelijk hield hij een vierkante roeispaan vast, een symbool van zijn gezag over zijn vloot, maar een onbekende kunstenaar schilderde hier een drietand overheen, door kunstchistorica Camille Paglia omschreven als "cartoonachtig". De omtrek van de originele roeispaan is nog vaag zichtbaar. Waarschijnlijk voegde dezelfde persoon ook de inscriptie "A. Doria" boven de drietand toe. 
Doria draagt een stuk zeildoek dat zijn geslachtsdelen nauwelijks bedekt en wat schaamhaar blootgeeft. Jonathan Jones van The Guardian beschreef het schilderij als een bewuste gelijkstelling van "maritieme en seksuele bekwaamheid".

## Herkomst
De humanist, arts en bisschop Paolo Giovio bestelde het schilderij voor zijn beroemde collectie portretten van illustere mannen, die zich bevond in zijn villa bij Como. Het bleef tot 1898 in bezit van de familie Govio, die het toen verkocht aan de Pinacoteca di Brera.
De stad Genua gaf Baccio Bandinelli in 1529 opdracht om een monumentaal marmeren standbeeld van Doria als zeegod op te richten. Deze kolossale sculptuur bleek echter moeilijk uit te voeren en bleef onvoltooid. Bronzino's portret is duidelijk afgeleid van dit beeld. De datering van het schilderij is onzeker. Mogelijk is het al aan het begin van de jaren 1530 gemaakt, maar ook een latere datering, rond 1540, wordt voorgesteld.